# Laura Restrepo
Laura Restrepo, född 1950 i Bogotá, är en colombiansk författare och journalist.
Hon är romanförfattare och samhällsengagerad journalist och har av säkerhetsskäl flyttat mellan olika länder, bland annat Mexiko och Spanien. Hon har publicerat en rad romaner i delvis olika genrer. På svenska har bland annat utgivits Leoparden i solen (Leopardo al sol), som handlar om en blodsfejd mellan två colombianska släkter, och För många hjältar (Demasiados héroes), som utspelar sig i diktaturens Argentina på 1970-talet.